# L'Absente (album)
L'Absente è il quarto album in studio del musicista e compositore francese Yann Tiersen, pubblicato nel 2001.
L'album contribuì ad aumentare la notorietà del suo autore a livello internazionale e, secondo quanto riportato dalla Virgin francese, vendette 250 000 copie. L'Absente fu inoltre il primo album di Tiersen ad essere arrangiato con un Onde Martenot e a vedere quali collaboratrice l'Ensemble Orchestral Synaxis.
Sebbene la musica sia debitrice, come nei dischi precedenti, dei "walzer musette" francesi, questo disco fu il primo di Tiersen a presentare brani cantati, come dimostrano le tracce La Paradee Pas Si Simple, cantate rispettivamente da Lisa Germano e Neil Hannon dei Divine Comedy.
Parte della musica dell'album venne riadattata nella colonna sonora del film Il favoloso mondo di Amélie.

## Tracce
Tutte le tracce sono state composte da Yann Tiersen, eccetto dove indicato. Sul vinile 33 giri (LP) è presente una traccia aggiuntiva: L'autre lettre, cantato con i Têtes Raides.
1. À quai – 4:22
2. La Parade – 3:18 (cantata da Lisa Germano)
3. Bagatelle – 4:40 (cantata da Dominique A)
4. L'Absente – 3:18
5. Le Jour d'avant – 5:07 (con i Têtes Raides)
6. Les Jours tristes – 3:20 (cantata da Neil Hannon)
7. L'Échec – 2:50 (cantata da Yann Tiersen e Natacha Régnier)
8. La Lettre d'explication – 2:30 (con i Têtes Raides)
9. Qu'en reste-t-il? – 3:40
10. Le Méridien – 4:16 (cantata da Lisa Germano)
11. Le Concert – 2:49 (con Natacha Régnier, Christian Quermalet, Marc Sens, Anne-Gaëlle Bisquay, Gregoire Simon)
12. Le Retour – 5:22

## Musicisti
- Christine Ott: onde Martenot in À quai, La Parade, Bagatelle, Les Jours tristes, L'Échec e Le Méridien
- Ensemble Orchestral Synaxis: orchestra in À quai, La Parade, Bagatelle e Le Méridien
- Anne-Gaëlle Bisquay: violoncello in La Parade, L'Échec e Le Concert
- Bertrand Lambert: violino in La Parade e L'Échec
- Yann Bisquay: violino in La Parade e L'Échec
- Sophie Naboulay: violino in La Parade e L'Échec
- Sacha Toorop: Batteria (strumento musicale) in Bagatelle e Le Méridien
- Christian Quermalet: Fender Rhodes in Bagatelle, Batteria (strumento musicale) in Les Jours tristes e pianoforte in Le Concert
- Les Têtes Raides in Le Jour d'avant e La Lettre d'explication
- Dominique A: chitarra in Le Méridien
- Marc Sens: chitarra in Le Concert
- Grégoire Simon: sassofono in Le Concert
- Yann Tiersen: tutti gli altri strumenti